# 維奧萊特·布朗
維奧萊特·布朗（英語：Violet Brown，1900年3月10日—2017年9月15日），舊姓莫斯（Mosse），牙买加超級人瑞，享嵩壽117歲189天。她是牙買加歷史上最年長者和第一位受驗證的牙買加超級人瑞。她的出生日期在不同報告分別作1900年3月4日、1900年3月10日和1900年3月15日，然而2014年老年學研究小組正式確認她的出生日期為1900年3月10日。

## 长寿纪录
布朗出生時，牙買加是大英帝國的殖民地，即她是最後一位曾受維多利亞女王統治過而直至2017年尚在世的人。2017年2月21日，布朗以116歲348天之齡超越厄瓜多超級人瑞玛丽亚·埃丝特·德·卡波维利亚之紀錄，成為開發中國家最長壽者。2017年4月15日，前世界在世最年長者義大利之艾瑪·莫拉諾去世，她繼承了此頭銜。2017年9月15日，布朗於聖詹姆斯區蒙特哥貝去世，享嵩壽117歲189天。当时日本超級人瑞田島鍋繼任在世最長壽者。